# Тушти
Тушти (санскр. Tushti = «удовлетворение») — в индийской позднейшей мифологии одно из многочисленных олицетворений покорности судьбе, смирения.
Согласно учению пуран и других позднейших памятников индийской религии, Тушти была дочерью Прасути и патриарха Дакши, и женой другого подобного ей аллегорического божества — Дхармы (санскр. Dharma = «долг»).